# 國民革命軍陸軍第三十四軍
国民革命军第三十四军，是中華民國國民革命軍在1927年至1949年間的一個軍。

## 国民五军第1师组成的第1个第三十四军
1927年夏，方振武国民五军改编为国民革命军第3方面军第1军，方振武任军长。下辖：
- 第1师，师长阮玄武
- 收编的直系军阀残部袁宝德师。北伐时，袁宝德离队，徐岱东为师长。
- 黄子正旅。

1928年3月，南京国民政府把方振武部改编为国民革命军第四军团，阮玄武第1师扩编为国民革命军第34军。阮玄武任军长，下辖：
- 第88师，师长王日新
- 第89师，师长王相臣
- 第90师，师长徐衍昆

1928年秋，第三十四军缩编为第44师，阮玄武任师长，各师依次缩为旅。1929年3月蒋桂战争爆发，蒋介石发表方振武为讨逆军第六路总指挥，奉命从津浦路南下，第一步开到德州、禹城、平原一带。4月初，由于蒋介石收买了俞作柏、李明瑞等，新桂系内部分化，蔣桂戰爭迅速以南京政府方勝出。1929年5月方振武任安徽省政府主席，所部第44师、第45师在许昌驻防。1929年7月底第45师调入安徽剿匪。然而，方振武政治立場開始偏向反蔣中正一派，並與韓復榘、石友三等實力派軍人策劃反蔣，同年9月中旬，方振武被南京政府以開會名義誘騙至南京逮捕，關押湯山監獄。蒋介石下令撤销第六路军总指挥部，由方鼎英和方策强行接收点编第44师、第45师。而後44師、45師自行發動反蔣兵變，兵敗。

## 阎锡山晋军组建的第2个第三十四军
1930年中原大战后，晋军被蒋介石、张学良改编。组建第三十四军，军长杨爱源，副军长傅存怀，辖：
- 第66师，杨效欧任师长；
- 第70师，王靖国任师长；
- 第71师，杨耀芳任师长。

1936年7月，杨爱源改任晋绥剿匪总指挥部总指挥，杨效欧继任军长。1937年5月31日，杨效欧参加宴席后暴亡，杨爱源兼任军长。
抗日战争爆发后，1937年7月19日，杨澄源任军长，实际上杨澄源原任师长的第69师改编为第三十四军，自晋南开赴雁北应县、浑源、繁峙
作战，分割建制使用，郭宗汾旅编为孙楚第三十三军第71师。姜玉贞第196旅拨归第三十四军。下辖：
- 第196旅：姜玉贞 †
- 第201旅：王丕荣
- 第203旅：梁鉴堂 †
- 炮兵第26团：刘彭祖

1939年2月，杨澄源升任国民革命军第八集团军副总司令，彭毓斌继任军长。下辖：
- 第201旅，张翼任旅长；
- 第205旅，张敬俊任旅长；
- 第218旅（原独立第21旅），续儒林任旅长。

1941年1月，王乾元继任军长，滑廷壁任副军长，原辖第201旅、第205旅、第218旅改为暂编第43师（刘谦）、暂编第44师（赵恭）、暂编第45师（王凤山）。
1942年8月，张翼升任军长，滑廷壁任副军长。1943年，暂编第43师改隶第四十三军，第二十三军第73师改隶该军。
1943年12月，高倬之继任军长，赵恭任副军长。下辖：
- 第73师，席安仁任师长；
- 暂编第44师，王楫任师长；
- 暂编第45师，马儒魁任师长。

抗日战争胜利后，晋中战役中，军部及第73师被歼，中将副军长张翼、少将高级参谋席安仁等被俘，暂编第44师师长杨栖凤阵亡。
后重建军部和第73师。1948年9月，暂编第44师、暂编第45师改称第278师（李子法）、第279师（郑继周）。太原战役小店战斗中，暂编第44师，暂编第45师，被解放军全歼，师长李子法、郑继周（被俘）。
1949年4月，军部及第73师在太原战役第3阶段作战中被人民解放军全歼，军长高倬之、政治部主任彭登旺等被俘。